# Fujaba
Fujaba Tool Suite, или сокр. Fujaba — кроссплатформенное свободное программное обеспечение для работы с диаграммами UML. Полностью написано на Java. Разработано группой Fujaba Development Group в университете Падерборна (нем. Universität Paderborn) в сотрудничестве с другими университетами, такими, как Университет Касселя, Байройта, Дармштадтский технический университет.
Название Fujaba является акронимом от From UML to Java And Back Again.
Fujaba использует диаграммы классов UML для моделирования объектных структур программ.
Fujaba может быть расширена за счёт плагинов. Кроме того, разработано дополнение Fujaba4Eclipse, которое позволяет интегрировать Fujaba с Eclipse.